# Paris Photo
Paris Photo je najveći međunarodni umjetnički festival posvećen fotografiji. Utemeljen 1997., Paris Photo se održava u studenom u povijesnom Grand Palaisu na Elizejskim poljanama u 8. arondismanu u Parizu.
Godišnji događaj za kolekcionare, profesionalce, umjetnike i ljubitelje fotografije, Paris Photo nudi posjetiteljima najkvalitetniji i najraznovrsniji izbor umjetničkih djela, zajedno s bogatim programom izložaba, nagrada, sesija s umjetnicama i razgovora o vodećim figurama u fotografiji.
Sajam ujedinjuje preko 180 vodećih galerija i knjižara, predstavljajući najveći izbor umjetničkih djela vrhunske kvalitete danas dostupnih na tržištu, od starih i modernih do suvremenih djela, također i rijetkih i limitiranih izdanja, te pretpremijernih izdanja knjiga.
Danas je sajam podijeljen na 4 izložbene zone: u glavnoj galeriji predstavljene su samostalne i grupne izložbe, tematski projekti, zona PRISMES posvećena je djelima velikih formata, serijama i instalacijama, video zona - pokretnim slikama, a zona posvećena knjigama predstavlja zajedno izdavače i knjižare.

## Povijest
Utemeljen 1997., Paris Photo je predstavljao 53 galerije za svoje prvo izdanje kod Carrousel du Louvre. Sajam je preuzeo Reed Expositions 2001. i premjestio ga u Grand Palais 2011.
Godine 2006. sajam je posjetilo 40.000 ljudi. Godine 2017. više od 64.500 ljudi je posjetilo sajam tijekom 5 dana izlaganja.
Florence Bourgeois je sadašnja direktorica sajma zajedno s Christopherom Wiesnerom, umjetničkim direktorom. Prethodili su joj Julien Frydman (2011. – 2015.), Guillaume Piens (2008. – 2010.), Valerie Foujerole (2005. – 2007.) i Rik Gadella (1997. – 2004.).
Organizator događanja Reed Exhibitions je također organizirao dva sestrinska izdanja sajma: Paris Photo Los Angeles, od 2013. do 2015. u studiju Paramount Pictures u Hollywoodu, te Photo London u povijesnom zdanju Old Billingsgate 2007.

## NagradeThe Paris Photo-Aperture Foundation PhotoBook
Pokrenula ih je naklada Aperture i Paris Photo u studenom 2012. Bave se doprinosom fotoknjiga fotografiji u tri najveće kategorije: Prva fotoknjiga (engl. First PhotoBook), Fotoknjiga godine (engl. PhotoBook of the Year) i Fotografski katalog godine (engl. Photography Catalogue of the Year).
Nakon poziva na prijave, preliminarni žiri odabire kratku listu fotoknjiga. One se zatim izlažu na sajmu i profiliraju u recenziji The PhotoBook Review, polugodišnjoj publikaciji naklade Aperture posvećenoj fotoknjigama koje se objavljuju na sajmu, te distribuira zajedno s časopisom Aperture. Završni žiri proglašava pobjednike svih triju kategorija na sajmu. Pobjednik kategorije Prva fotoknjiga nagrađuje se s 10.000 američkih dolara. Pobjednici ostalih dviju kategorija dobivaju memorijalnu nagradu.

### Dobitnici 2017.
- Fotoknjiga godine: Dayanita Singh, Museum Bhavan, izdavač: Steidl, Göttingen, 2017., dizajn: Dayanita Singh i Gerhard Steidl
- Prva fotoknjiga: Mathieu Asselin, Monsanto: A Photographic Investigation, izdavač: Verlag Kettler/Acte Sud, Dortmund, 2017., dizajn: Ricardo Báez
- Fotografski katalog godine: Mattie Boom, Hans Rooseboom, New Realities: Photography in the 19th Century, izdavač: Rijiksmuseum/Nai, Amsterdam, 2017., dizajn: Irma Boom Office (Irma Boom/Tariq Heijboer)
- Posebna pohvala žirija: Carlos Spottorno i Guillermo Abril, La Grieta, izdavač: Astiberri Ediciones, Bilbao, 2016.[14][15]

### Dobitnici 2016.
- Fotoknjiga godine: Gregory Halpern, ZZYZX, izdavač: MACK, London, 2016., dizajn Lewis Chaplin.
- Prva fotoknjiga: Michael Christopher Brown, Libyan Sugar, izdavač: Twin Palms Publishers, Santa Fe, 2016., dizajn: Michael Christopher Brown i Ramon Pez.
- Fotografski katalog godine: Karolina Puchała-Rojek i Karolina Ziębińska-Lewandowska, Wojciech Zamecznik: Photo-graphics, izdavač: Fundacja Archeologia Fotografii, Varšava, 2015., dizajn: Anna Piwowar i Magdalena Piwowar.
- Posebna pohvala žirija: Annett Gröschner i Arwed Messmer, Taking Stock of Power: An Other View of the Berlin Wall., izdavač: Hatje Cantz Verlag, Ostfildern, Njemačka, 2016., dizajn: Carsten Eisfeld.[16][17]

## Inicijative
Godine 2017. Paris Photo je pokrenuo Carte Blanche - Students zajedno sa zakladom Picto i Gares & Connexions, promovirajući nadolazeće talente u europskim školama fotografije i vizualnih umjetnosti. Međunarodni žiri odabire četiri osobe, koje zatim pozivaju da predstave svoj rad pred publikom sajma Paris Photo u Grand Palais, te kao dio instalacije na željezničkoj stanici Paris Gare du Nord.
Laureati 2017.:
- Alexey Shlyk: Academy of Fine Arts, Antwerpen,
- George Selley: College of Communication (University of the Arts London), UK,
- Leon Billerbeck: Bauhaus University Weimar, Njemačka,
- William Lakin: Middlesex University, UK.

## Vanjske poveznice
- Paris Photo (službena stranica)